# Bateria (professió)
Un bateria és un percussionista que crea i acompanya música amb la bateria.
La majoria de les bandes de grups occidentals contemporanis per rock, pop, jazz, R & B, etc. inclouen un bateria amb finalitats que inclouen portar el temps i l'embelliment del timbre musical. Els equips del bateria inclouen una bateria (o "set de bateria" o "conjunt de trampa") que inclou diversos tambors, així com címbals i un assortiment d'accessoris com ara pedals.
En altres gèneres, especialment en la música tradicional de molts països, els bateries utilitzen tambors individuals de diverses mides i dissenys en lloc d'una bateria. Alguns utilitzen només les seves mans per colpejar els tambors.
En grups més grans, el bateria pot ser part d'una secció de ritme amb altres percussionistes tocant, per exemple, el xilòfon. Aquests músics proporcionen la base rítmica que permet als altres músics, incloent les veus, crear un acompliment musical col·laboratiu.
A banda de la funció rítmica primària, en alguns estils musicals com en el jazz o l'electrònica, el bateria està cridat a oferir actuacions individuals i de lideratge, en moments en què la característica principal de la música és el desenvolupament rítmic.